# Diamonds & Dancefloors
A Diamonds & Dancefloors Ava Max amerikai énekesnő második stúdióalbuma, amely 2023. január 27-én jelent meg az Atlantic Records gondozásában. A 2021-es év folyamán felvett album egy dance-pop lemez, hasonlóan Max debütáló stúdióalbumához, a Heaven & Hell-hez (2020). Az albumot öt kislemez megjelenésével népszerűsítették: Maybe You’re the Problem, Million Dollar Baby, Weapons, Dancing’s Done és One of Us. Az album több országban is a Top 10-ben debütált, többek között Ausztriában, Németországban, Magyarországon, Spanyolországban és Svájcban.

## Háttér
2022. február 12-én Max levágta a jellegzetes „Max Cut” frizuráját és vörösre festette a haját, ami egy új zenei korszak kezdetéről szóló híreszteléseket váltott ki. 2022. március 2-án megerősítette, hogy a Maybe You’re the Problem című dal lesz az album első kislemeze. Azt is kijelentette, hogy közelgő albuma az eddigi legszemélyesebb albuma lesz. A Billboardnak adott interjújában elárulta, hogy egész 2021-ben az albumon dolgozott, amit „élete legnehezebb évének” nevez. Azt is elárulta, hogy „rettegett”, amiért a nemrég felvett zenéje egyre érzékenyebbé vált.
2022. június 1-jén felfedte az album nevét és az albumborítót, először a közösségi médiában, majd a The Today Show-ban. Max az eredeti borítón gyémántokkal borítva látható a borítón egy gyémánttal a szájában. Az album összesen 14 számot tartalmaz. Amikor a hangzásról és a dalszövegről kérdezték, azt válaszolta, hogy „egyszerre fog sírni és táncolni”. Az albumot úgy jellemezte, hogy „alapvetően szívfájdalom a táncparketten”.
Az albumot 2022. október 14-én tervezték kiadni, de a megjelenést eltolták és végül 2023. január 27-én került fel a boltok polcaira.

## Albumborítók
Az albumhoz három hivatalos albumborító tartozik, amelyeket mind Marilyn Hue amerikai fotós készített. A Diamonds & Dancefloors eredeti borítóját Max 2022. június 1-jén mutatta be a közösségi média felületein. A képen egy közeli kép látható Maxről, akit gyémántok borítanak, és egy gyémánt van a szájában. A borítót később csak az album fizikai változatain használták; új borítót használtak a digitális és streaming kiadásokon.

Az album új borítóját 2022. december 19-én mutatták be, ismét Max közösségi médiaplatformjain. A kép a Dancing’s Done, az album negyedik kislemezének kisvideója után készült, melyen Max kék gyémántokon fekszik, a feje mellett pedig csillogó gyémántok láthatók. Az ET Canada-nak adott interjújában Max elmondta, miért változtatta meg az album borítóját:
Ez a Dancing’s Done kisvideójából származik. És amikor befejeztem azt a felvételt, azt gondoltam: „Oké, túl sokáig ültem a másik albumborítón, itt az ideje, hogy kicseréljük, és erre cseréljük ki.” És tényleg úgy nézett ki, mint a borító. – Ava Max, ET Canada.
Az album CD-változatához egy harmadik borító is érkezett, mint alternatív albumborító-változat; a hátsó borítót előlapként, az eredeti előlapot pedig hátsó borítóként cseréli fel. A borítón Max egy hatalmas gyémánton áll, miközben egyik kezében egy felfüggesztett mikrofont tart, másik kezével pedig pezsgőt önt ki egy pohárból.

## A kritikusok értékelései
A Diamonds & Dancefloors a Metacritic kritika-gyűjtő oldalon 4 értékelés alapján 100-ból 80 pontot kapott, ami „általában kedvező” fogadtatásra utal.
Az album általában pozitív kritikákat kapott a kritikusoktól és a rajongóktól, dicsérve Max énekesi teljesítményét, a dance műfajok keveredését és az 1980-as évek dance pop műfajára való visszatérést, míg a kritika az eredetiség hiányát és a klisés dalszövegeket érte. Neil Z. Yeung az AllMusic-tól azt írta, hogy az album „ügyesen kivitelezett és ideális az ismételt meghallgatásra”, és „tiszta, ellenállhatatlan izgalom az elejétől a végéig”. Yeung „szenvedélyesnek” találta Max énekhangját. Sam Franzini a The Line of Best Fit-től úgy találta, hogy az album „ragyogó és csillogó, a produkció pedig következetesen kiélezett”, bár „nem sokat tudunk meg Maxról ezeken a dalokon keresztül”, mert a daloknak „nincs narratív értelmük”.

## Az albumon szereplő dalok listája
| Diamonds & Dancefloors standard kiadás | Diamonds & Dancefloors standard kiadás | Diamonds & Dancefloors standard kiadás                                                                                  | Diamonds & Dancefloors standard kiadás   | Diamonds & Dancefloors standard kiadás | Diamonds & Dancefloors standard kiadás | Diamonds & Dancefloors standard kiadás | Diamonds & Dancefloors standard kiadás | Diamonds & Dancefloors standard kiadás | Diamonds & Dancefloors standard kiadás |
|                                        | Cím                                    | Szerző(k) | Producer(ek)                             | Hossz                                  |                                        |                                        |                                        |                                        |                                        |
| -------------------------------------- | -------------------------------------- | --- | ---------------------------------------- | -------------------------------------- | -------------------------------------- | -------------------------------------- | -------------------------------------- | -------------------------------------- | -------------------------------------- |
| 1.                                     | Million Dollar Baby                    | Amanda Ava Koci Jessica Agombar David Stewart Michael Pollack Peter Rycroft Henry Walter Diane Warren                   | Cirkut Lostboy Stewart                   | 3:04                                   |                                        |                                        |                                        |                                        |                                        |
| 2.                                     | Sleepwalker                            | Koci Sean Douglas Marcus "MarcLo" Lomax Walter Jonas Jeberg                                                             | Cirkut Jeberg                            | 3:10                                   |                                        |                                        |                                        |                                        |                                        |
| 3.                                     | Maybe You’re the Problem               | Koci Douglas Lomax Dertner Walter Jeberg                                                                                | Cirkut Jeberg Dertner                    | 3:10                                   |                                        |                                        |                                        |                                        |                                        |
| 4.                                     | Ghost                                  | Koci Deba Dakaj Uzoechi Emenike Walter                                                                                  | Cirkut                                   | 3:01                                   |                                        |                                        |                                        |                                        |                                        |
| 5.                                     | Hold Up (Wait a Minute)                | Koci Jesse Leonard Aicher Samuel Martin Nathaniel Merchant Madison Love Walter William Spencer Bastian Johnny Goldstein | Cirkut Goldstein                         | 2:28                                   |                                        |                                        |                                        |                                        |                                        |
| 6.                                     | Weapons                                | Koci Love Walter Ryan Tedder Melanie Fontana Michel "Lindgren" Schulz                                                   | Lindgren Cirkut                          | 2:31                                   |                                        |                                        |                                        |                                        |                                        |
| 7.                                     | Diamonds & Dancefloors                 | Koci Caroline Ailin Pollack Walter                                                                                      | Cirkut                                   | 2:35                                   |                                        |                                        |                                        |                                        |                                        |
| 8.                                     | In the Dark                            | Koci Love Walter Omer Fedi                                                                                              | Cirkut Fedi                              | 2:52                                   |                                        |                                        |                                        |                                        |                                        |
| 9.                                     | Turn Off the Lights                    | Koci Connor McDonough Love Walter                                                                                       | Cirkut C. McDonough                      | 2:36                                   |                                        |                                        |                                        |                                        |                                        |
| 10.                                    | One of Us                              | Koci Brett McLaughlin Ailin Walter Matthew James Burns                                                                  | Cirkut Burns                             | 2:59                                   |                                        |                                        |                                        |                                        |                                        |
| 11.                                    | Get Outta My Heart                     | Koci Love Walter Jason Evigan Bernard Herrmann                                                                          | Cirkut Evigan                            | 3:00                                   |                                        |                                        |                                        |                                        |                                        |
| 12.                                    | Cold as Ice                            | Koci C. McDonough Riley McDonough Jakke Erixson Love Walter                                                             | Cirkut C. McDonough T.I. Jakke Tor Eimon | 2:23                                   |                                        |                                        |                                        |                                        |                                        |
| 13.                                    | Last Night on Earth                    | Koci C. McDonough Erixson Love Walter                                                                                   | Cirkut C. McDonough                      | 2:57                                   |                                        |                                        |                                        |                                        |                                        |
| 14.                                    | Dancing’s Done                         | Koci Douglas Pablo Bowman Burns Rycroft Walter                                                                          | Lostboy Burns Cirkut                     | 2:46                                   |                                        |                                        |                                        |                                        |                                        |
| 39:36                                  |                                        | |                                          |                                        |                                        |                                        |                                        |                                        |                                        |

## Közreműködők
Zenészek
- Ava Max – vokálok
- Cirkut – hangszerek, programozás (1–5, 7–13)
- David Stewart – hangszerek, programozás (1)
- Abraham Dertner – hangszerek, programozás (2, 3)
- Jonas Jeberg – hangszerek, programozás (2, 3)
- Johnny Goldstein – hangszerek, programozás (5)
- Omer Fedi – hangszerek, programozás (8)
- Connor McDonough – hangszerek, programozás (9, 12, 13)
- Burns – hangszerek, programozás (10)
- Jason Evigan – hangszerek, programozás (11)
- Jakke Erixson – hangszerek, programozás (12)

Technikai munkatársak
- Chris Gehringer – maszterelés
- Tom Norris – hangkeverés (1, 2, 4–13)
- Şerban Ghenea – hangkeverés (3, 14)
- John Hanes – hangmérnök (14)
- Bryce Bordone – hangkeverő asszisztens (3, 14)

## Helyezések
| Lista (2023)                                  | Legjobb helyezés |
| --------------------------------------------- | ---------------- |
| Ausztrália (ARIA)                             | 31               |
| Ausztria (Ö3 Austria Top 40)                  | 6                |
| Belgium (Ultratop Flandria)                   | 14               |
| Belgium (Ultratop Vallónia)                   | 15               |
| Kanada (Billboard Canadian Albums Chart)      | 23               |
| Hollandia (Dutch Charts Album Top 100)        | 21               |
| Finnország (Musiikkituottajat Albumit Top 50) | 23               |
| Franciaország (SNEP Album Top 100)            | 14               |
| Magyarország (MAHASZ Top 40 albumlista)       | 5                |
| Németország (Offizielle Top 100)              | 8                |
| Írország (OCC)                                | 33               |
| Olaszország (FIMI)                            | 50               |
| Japán Digitális Albumok (Oricon)              | 11               |
| Japán (Billboard Japan)                       | 32               |
| Lengyelország (ZPAV)                          | 19               |
| Litvánia (AGATA)                              | 53               |
| Új-Zéland (RMNZ)                              | 36               |
| Norvégia (VG-lista Album Top 40)              | 28               |
| Portugália (AFP Top 30 Albums)                | 20               |
| Egyesült Királyság (Scottish Albums)          | 6                |
| Spanyolország (PROMUSICAE Top 100 Álbumes)    | 10               |
| Svédország (Sverigetopplistan Top 60 Albums)  | 54               |
| Svájc (Schweizer Hitparade Top 100 Albums)    | 8                |
| Egyesült Királyság (UK Albums Chart)          | 11               |
| USA Billboard 200                             | 34               |
| USA Top Dance/Electronic Albums (Billboard)   | 2                |

## Megjelenési történet
| Régió       | Dátum            | Formátum(ok)                                      | Kiadó              | For.          |
| ----------- | ---------------- | ------------------------------------------------- | ------------------ | ------------- |
| Világszerte | 2023. január 27. | Kazetta CD digitális letöltés streaming hanglemez | Atlantic           | [ 43 ]        |
| Japán       | 2023. január 27. | CD                                                | Warner Music Japan | [ 44 ] [ 45 ] |

## Fordítás
- Ez a szócikk részben vagy egészben  a   Diamonds & Dancefloors című angol Wikipédia-szócikk fordításán alapul.  Az eredeti cikk szerkesztőit annak laptörténete sorolja fel. Ez a jelzés csupán a megfogalmazás eredetét és a szerzői jogokat jelzi, nem szolgál a cikkben szereplő információk forrásmegjelöléseként.